# Tossal del Cabrer
El Tossal del Cabrer és una muntanya de 340 metres que es troba al municipi de Sarroca de Lleida, a la comarca catalana del Segrià.